# Agnes Magnúsdóttir
Agnes Magnusdottir, död  12 januari  1830, var en isländsk piga och dömd mördare. Hon var den sista kvinnan som avrättades på Island, och tillsammans med sin medåtalade även den sista personen som avrättades på Island över huvud taget. 
Hon dömdes som skyldig för att i mars 1828 i samarbete med drängen Friðrik Sigurðsson ha knivmördat två män, Natan Ketilsson och Pétur Jónsson, på vars gård hon arbetade som piga, och sedan ha bränt ned huset för att dölja brottet. De dömdes båda som skyldiga och avrättades genom halshuggning. 
Hon är föremål för en film Agnes (1995) av Egill Eðvarðsson, och romanen Burial Rites av Hannah Kent (2013). 